# Coppa Europa di pallacanestro 3x3 2017
La Coppa Europa di pallacanestro 3x3 2017 (ufficialmente, in inglese, 2017 FIBA 3x3 Europe Cup) è stata la terza edizione della competizione internazionale co-organizzata dalla FIBA. È stata ospitata dai Paesi Bassi; si è tenuta dal 7 al 9 luglio ad Amsterdam.
Agli Europei partecipavano un totale di 24 selezioni nazionali, divise tra torneo maschile e femminile. I vincitori sono stati la Nazionale degli Lettonia tra gli uomini e della Russia tra le donne.

## Medagliere
| Categoria | Oro      | Argento  | Bronzo      |
| Uomini    | Lettonia | Slovenia | Ucraina     |
| Donne     | Russia   | Spagna   | Paesi Bassi |

## Partecipanti

### Uomini
| Pool A - Serbia - Ungheria - Spagna | Pool B - Slovenia - Lettonia - Rep. Ceca | Pool C - Russia - Francia - Svizzera | Pool D - Paesi Bassi - Ucraina - Turchia |

### Donne
| Pool A - Ungheria - Svizzera - Romania | Pool B - Russia - Spagna - Slovacchia | Pool C - Rep. Ceca - Italia - Serbia | Pool D - Francia - Paesi Bassi - Irlanda |

## Classifica maschile
| Pos.    | Team        | Formazione                                                                |
| ------- | ----------- | ------------------------------------------------------------------------- |
| Oro     | Lettonia    | Lettonia 3×31 Miezis, 2 Lasmanis, 3 Krūmiņš, 4 Čavars, All. -             |
| Argento | Slovenia    | Slovenia 3×33 Kavgić, 7 Finžgar, 9 Ovnik, 91 Srebovt, All. -              |
| Bronzo  | Ucraina     | Ucraina 3×39 Kobec', 13 Lypovtsev, 21 Tymofejenko, 33 Zakurdaiev, All. -  |
| 4       | Serbia      | Serbia 3×38 Majstorović, 11 Domović Bulut, 17 Savić, 22 Mijatović, All. - |
| 5       | Francia     | Francia 3×36 Pontens, 8 Gentil, 9 Tsagarakis, 14 Bronchard, All. -        |
| 6       | Russia      | Russia 3×31 Lagutin, 2 Alexandrov, 3 Indrikov, 4 Zacharov, All. -         |
| 7       | Paesi Bassi | Paesi Bassi 3×31 Schelvis, 2 van Vilsteren, 3 Jobse, 6 Rozendaal, All. -  |
| 8       | Spagna      | Spagna 3×31 Martín, 2 Díaz, 3 Rojas Martin, 4 de la Fuente, All. -        |
| 9       | Svizzera    | Svizzera 3×37 Martin, 8 Molteni, 13 Lehmann, 99 Jurkovitz, All. -         |
| 10      | Turchia     | Turchia 3×31 Barutçuoğlu, 5 Şengün, 14 Öztürk, 45 Başdan, All. -          |
| 11      | Ungheria    | Template:Ungheria di pallacanestro 3x3 agli europei 2017                  |
| 12      | Rep. Ceca   | Template:Repubblica Ceca di pallacanestro 3x3 agli europei 2017           |

## Classifica femminile
| Pos.    | Team        | Formazione                                                                   |
| ------- | ----------- | ---------------------------------------------------------------------------- |
| Oro     | Russia      | Russia 3×37 Petrušina, 10 Stolyar, 11 Logunova, 18 Leškovceva, All. -        |
| Argento | Spagna      | Spagna 3×38 Palomares, 10 Cuevas, 11 Hurtado, 15 San Román Flores, All. -    |
| Bronzo  | Paesi Bassi | Template:Paesi Bassi femminile di pallacanestro 3x3 agli europei 2017        |
| 4       | Francia     | Francia 3×33 Le Leuch, 6 Hériaud, 9 Nayo, 11 Filip, All. -                   |
| 5       | Italia      | Italia 3×32 D'Alie, 5 Filippi, 6 Tognalini, 14 Barberis, All. Angela Adamoli |
| 6       | Svizzera    | Template:Svizzera femminile di pallacanestro 3x3 agli europei 2017           |
| 7       | Ungheria    | Ungheria 3×37 Theodoreán, 9 Bozóki, 10 Medgyessy, 11 Süle, All. -            |
| 8       | Serbia      | Template:Serbia femminile di pallacanestro 3x3 agli europei 2017             |
| 9       | Rep. Ceca   | Template:Repubblica Ceca femminile di pallacanestro 3x3 agli europei 2017    |
| 10      | Romania     | Romania 3×34 Haas, 6 Ursu, 12 Șipoș, 44 Mărginean, All. -                    |
| 11      | Irlanda     | Irlanda 3×35 N. Dwyer, 7 Rockall, 9 G. Dwyer, 11 O'Dwyer, All. -             |
| 12      | Slovacchia  | Template:Slovacchia femminile di pallacanestro 3x3 agli europei 2017         |